# Franklin (Georgia)
Franklin es un pueblo ubicado en el condado de Heard en el estado estadounidense de Georgia. En el censo de 2000, su población era de 902.

## Demografía
En el 2000 la renta per cápita promedia del hogar era de $19,125, y el ingreso promedio para una familia era de $23,571. El ingreso per cápita para la localidad era de $14,142. Los hombres tenían un ingreso per cápita de $29,583 contra $20,724 para las mujeres.

## Geografía
Franklin se encuentra ubicado en las coordenadas 33°16′47″N 85°5′54″O / 33.27972, -85.09833 (33.279788, -85.098403).
Según la Oficina del Censo, la localidad tiene un área total de 8,8 km² (3,4 mi²), de la cual 8,4 km² (3,2 mi²) es tierra y 0,4 km² (0 mi²) (0.50%) es agua.